# Project Baby 2
Project Baby 2 (Project Baby 2: All Grown Up w wersji deluxe) – piąty mixtape amerykańskiego rapera Kodaka Blacka. Został wydany 18 sierpnia 2017 roku przez Dollaz N Dealz, Sniper Gang i Atlantic. Na albumie gościnnie wystąpili raperzy: XXXTentacion, Offset, John Wicks, JackBoy, Birdman i Lil Wayne. Mixtape wspierały dwa single "Transportin '" i "Roll in Peace" z gościnnym udziałem XXXTentacion.

## Tło
Mixtape został wydany dwa miesiące po zwolnieniu Kodaka z więzienia. Okładka albumu została zrobiona w Pembroke Pines na Florydzie przez fotografa Raya Yau. 

## Sprzedaż
Project Baby 2 zadebiutował na drugim miejscu na liście Billboard 200 z 50 000 sprzedanych egzemplarzy w pierwszym tygodniu. W dniu 4 grudnia 2018 roku mixtape otrzymał platynę od Recording Industry Association of America (RIAA) za łączną sprzedaż wynoszącą ponad milion egzemplarzy w Stanach Zjednoczonych.

## Lista utworów
Informacje zaczerpnięte z BMI.
| No.           | Tytuł                                  | Twórcy                                                                                  | Producenci                             | Długość |
| ------------- | -------------------------------------- | --------------------------------------------------------------------------------------- | -------------------------------------- | ------- |
| 1.            | "Versatile"                            | - Dieuson Octave - Martin McCurtis                                                      | Helluva                                | 6:58    |
| 2.            | "Change My Ways"                       | - Octave - Benjamin Diehl - Khaled Khaled - Krystyana Czeiner - Nicholas Varvatsoulis   | - Ben Billions - Nick the Piff         | 3:59    |
| 3.            | "Roll in Peace" (feat. XXXTentacion)   | - Octave - Jahseh Onfroy - London Holmes - Kevin Gomringer - Tim Gomringer              | - London on da Track - Cubeatz         | 3:33    |
| 4.            | "6th Sense"                            | - Octave - Holmes - Aubrey Robinson - Kevin Richardson - Roark Bailey - Hector Chaparro | London on da Track                     | 3:14    |
| 5.            | "Don't Wanna Breathe"                  | - Octave - Holmes - Masamune Kudo                                                       | - London on da Track - Rex Kudo        | 3:16    |
| 6.            | "Need a Break"                         | - Octave - Edgar Ferrera - Thomas Klingensmith                                          | - SkipOnDaBeat - Leland                | 4:03    |
| 7.            | "First Love"                           | - Octave - Derek Garcia                                                                 | Dyryk                                  | 3:08    |
| 8.            | "Unexplainable"                        | - Octave - Shane Lindstrom - Adam Feeney                                                | - Murda Beatz - Frank Dukes            | 2:30    |
| 9.            | "My Klik" (feat. JackBoy i John Wicks) | - Octave - Danny Snodgrass - Masnick Sainmelus - Pierre Delince                         | - Taz Taylor - PlugOz Beatz            | 3:25    |
| 10.           | "Transportin'"                         | - Octave - Jermaine Smith - Isaac Hayes                                                 | C-Clip Beatz                           | 2:49    |
| 11.           | "You Do That Shit"                     | - Octave - Holmes - Joshua Cross                                                        | - London on da Track - Cassius Jay     | 2:21    |
| 12.           | "Built My Legacy" (feat. Offset)       | - Octave - Kiari Cephus - Lindstrom                                                     | Murda Beatz                            | 3:04    |
| 13.           | "Misunderstood"                        | - Octave - Ferrera                                                                      | SkipOnDaBeat                           | 3:09    |
| 14.           | "Pride"                                | - Octave - Diehl - Khaled - Kudo                                                        | - Ben Billions - Rex Kudo              | 2:51    |
| 15.           | "Up Late"                              | - Octave - Ryan Vojtesak - Kudo                                                         | - Charlie Handsome - Rex Kudo          | 3:29    |
| 16.           | "No CoDefendant"                       | - Octave - Diehl - Khaled - Garcia - Andrea Fisher - Czeiner - Varvatsoulis             | - Ben Billions - Dyryk - Nick the Piff | 3:31    |
| 17.           | "The Recipe"                           | - Octave - Ferrera                                                                      | SkipOnDaBeat                           | 3:19    |
| 18.           | "Still in the Streets"                 | - Octave - Smith                                                                        | C-Clip Beatz                           | 3:20    |
| 19.           | "Me for Me"                            | - Octave - Chad Thomas                                                                  | MajorNine                              | 3:52    |
| Cała długość: | Cała długość:                          | Cała długość:                                                                           | Cała długość:                          | 65:51   |

| No.           | Tytuł                                | Twórcy                                                                  | Producenci                                 | Długość |
| ------------- | ------------------------------------ | ----------------------------------------------------------------------- | ------------------------------------------ | ------- |
| 20.           | "Codeine Dreaming" (feat. Lil Wayne) | - Octave - Diehl - Marco Rodriguez-Diaz - Ian Lewis - Dwayne Carter Jr. | - Ben Billions - Infamous - Schife Karbeen | 4:23    |
| 21.           | "No Meds"                            | - Octave - Wesley Glass - Dwan Avery                                    | - Wheezy - DY                              | 4:00    |
| 22.           | "Versatile 2"                        | - Octave - McCurtis                                                     | Helluva                                    | 9:22    |
| 23.           | "Cognitive"                          | - Octave - Courtney Clayburn                                            | Ness                                       | 3:13    |
| 24.           | "Projects" (feat. Birdman)           | - Octave - Bryan Williams - Smith - Garcia                              | - C-Clip Beatz - Dyryk                     | 3:40    |
| 25.           | "Rugrats"                            | - Octave - Smith                                                        | C-Clip Beatz                               | 2:59    |
| 26.           | "Now Time"                           | - Octave - McCurtis                                                     | Helluva                                    | 3:36    |
| 27.           | "About You Without You"              | - Octave - Ferrera                                                      | SkipOnDaBeat                               | 3:19    |
| Cała długość: | Cała długość:                        | Cała długość:                                                           | Cała długość:                              | 100:22  |

## Pozycje na listach
| \| Lista (2017) \| Pozycja \| \| ------------------------------------------ \| ------- \| \| Kanada (Billboard)[10] \| 25 \| \| USA Billboard 200[11] \| 2 \| \| USA Top R&B/Hip-Hop Albums (Billboard)[12] \| 1 \| |         |
| Lista (2017) | Pozycja |
| Kanada (Billboard) | 25      |
| USA Billboard 200 | 2       |
| USA Top R&B/Hip-Hop Albums (Billboard) | 1       |

### Pozycje pod koniec roku
| Lista (2017)                           | Pozycja |
| -------------------------------------- | ------- |
| USA Billboard 200                      | 118     |
| USA Top R&B/Hip-Hop Albums (Billboard) | 39      |
| Lista (2018)                           | Pozycja |
| USA Billboard 200                      | 43      |
| USA Top R&B/Hip-Hop Albums (Billboard) | 29      |

## Certyfikaty
| Kraj       | Certyfikat | Ilość sprzedanych egzemplarzy |
| ---------- | ---------- | ----------------------------- |
| USA (RIAA) | Platyna    | 1 000 000                     |